# Lista över svenska Disneypublikationer
Detta är en lista över tidningar, böcker och album med disneyserier som ges ut eller har getts ut i Sverige.

## Nuvarande utgivning

### Publikationer med regelbunden utgivning
| Titel              | Utgiven         | Utgåvor/år |
| ------------------ | --------------- | ---------- |
| Kalle Anka & C:o   | 1948-           | 52         |
| Kalle Ankas Pocket | 1968-           | 13         |
| Musse Pigg & C:o   | 1980-           | 6          |
| Kalle Anka Extra   | 1977-1980 2010- | 6          |

### Publikationer med oregelbunden eller gles utgivning (föråldrade uppgifter)
| Titel                                      | Utgiven |
| ------------------------------------------ | ------- |
| Carl Barks samlade verk                    | 2005-   |
| Hall of Fame: De stora serieskaparna       | 2004-   |
| Kalle Ankas julbok (Kalle Anka)            | 1941-   |
| Kalle Anka & C:o - Den kompletta årgången  | 1998-   |
| Kalle Anka & C:o Sommarlov                 | 2003-   |
| Kalle Anka & C:o Vinterkul                 | 2003-   |
| Kalle Anka och hans vänner önskar God Jul! | 1995-   |
| Kalle Ankas Pocket Special                 | 1997-   |
| Små serier - serier för de allra minsta    | 2004-   |
| W.I.T.C.H. Sagan                           | 2003-   |

### Aktivitetsmagasin med serier (föråldrade uppgifter)
| Titel                            | Utgiven | Utgåvor/år |
| -------------------------------- | ------- | ---------- |
| Disney Kul (tidigare Dumbokul)   | 1988-   | ?          |
| Disney's Prinsessan              | 1999-   | ?          |
| Disney's Pysselvärld             | 2003-   | ?          |
| Fairies                          | 2006-   | ?          |
| Kalle Anka & C:o Kick-it         | 2006-   | ?          |
| Kalle Anka & C:o Korsord         | 2002-   | ?          |
| Kalle Anka & C:o Sudoku          | 2006-   | ?          |
| Mina djurvänner                  | 2000-   | ?          |
| Nalle Puh magasinet              | 2000-   | ?          |
| Oppfinnar-Jockes kluriga magasin | 1982-   | ?          |
| Pyssla med Prinsessan            | 2003-   | ?          |
| W.I.T.C.H. Magasinet             | 2005-   | ?          |

## Nedlagda publikationer
| Titel                                                  | Utgiven                       |
| ------------------------------------------------------ | ----------------------------- |
| Björnligan                                             | 1986-1995                     |
| Buzz Lightyear                                         | 2002-?                        |
| Disney - 50 glada år                                   | 1973-1974                     |
| Disneypocket                                           | 1982                          |
| Disney's TV-serier                                     | 1991-1993                     |
| Farbror Joakim                                         | 1976-2001                     |
| Fest med Kalle Anka                                    | 1987-1996                     |
| Glada Julparaden                                       | 1975-1992                     |
| Gröngölingspatrullen                                   | 1997-1998                     |
| Historiens Mästare (Lånben)                            | 1976-1981                     |
| "Jag-böckerna"                                         | 1973-1993                     |
| Kalle Anka & C:o Maxi (Kalle Ankas Big Fun Comics)     | 1997-2000                     |
| Kalle Anka Dag för dag                                 | 1990-1992                     |
| Kalle Anka Guldbok                                     | 1984-2000                     |
| Kalle Anka Maxi                                        | 1987-1996                     |
| Kalle Anka och tidsmaskinen                            | 1987-1993                     |
| Kalle Ankas Bästisar                                   | 1974-1994                     |
| Kalle Ankas Disneytajm                                 | 1988-1997                     |
| Kalle Ankas Julkul m.fl. titlar - 100-sidiga julhäften | 1957-1974                     |
| Kalle Ankas Minipocket                                 | 2005-2009                     |
| Kalle Ankas Sommarlov                                  | 1958 1969-1986                |
| Knatte, Fnatte och Tjatte på äventyr                   | 1990                          |
| Kul med Kalle Anka                                     | 1987-1994                     |
| Ludde                                                  | 1968-1985                     |
| Min första serie                                       | 2003-?                        |
| Musse Pigg och Jan Långben (Musse Piggs julbok)        | 1957-1993                     |
| Musse Pigg-tidningen                                   | 1937-1938                     |
| Musse Piggs favoriter                                  | 1988-1991                     |
| Musse Piggs julbok                                     | 1936-1940                     |
| Musses Mysterier                                       | 1994-1995                     |
| Mästerdetektiven Basil Mus                             | 1989-1990                     |
| Nalle Puh                                              | 1981-1984 1998-2012           |
| Nalle Puh Special                                      | 1988-1992                     |
| Pyssla och måla med Disney                             | 2004-?                        |
| Sagotidningen Disneyland                               | 1973-1974                     |
| Stål-Kalle                                             | 1997-2006                     |
| Ur Farbror Joakims skattkammare                        | 1984-1992                     |
| Walt Disney's filmalbum                                | 1977-1978                     |
| Walt Disney's godbitar                                 | 1982-1984                     |
| Walt Disney's julalbum                                 | 1986-1991                     |
| Walt Disney's klassiker                                | 1975-1981                     |
| Walt Disney's klassiska filmer                         | 2002-2003                     |
| Walt Disney's serier                                   | 1950-1956 1962-1977           |
| Walt Disney's Äventyrsserier                           | 1996-1998 1990-1993 1996-2001 |
| Walt Disney's Serier - Den Kompletta Årgången          | 2008-2009                     |
| Walt Disney's äventyrsserier                           | 1996-1998                     |
| Vinterkul med Kalle Anka                               | 1975-1986                     |
| W.I.T.C.H.                                             | 2001-2013                     |
| Zorro (Z - hämnaren)                                   | 1980-1982 1988 1991           |
| Zorro Album                                            | 1987-1988                     |
| Äntligen tillbaka                                      | 2000-2003                     |
| Äventyrsserier                                         | 1996-1998                     |

## Engångspublikationer
- 5 x Kalle
- Farbror Joakims Liv